# Ороноко (тауншип, Миннесота)
Ороноко (англ. Oronoco) — тауншип в округе Олмстед, Миннесота, США. На 2000 год его население составило 2239 человек.

## География
По данным Бюро переписи населения США площадь тауншипа составляет 86,6 км², из которых 84,5 км² занимает суша, а 2,1 км² — вода (2,48 %).

## Демография
По данным переписи населения 2000 года здесь находились 2239 человек, 816 домохозяйств и 616 семей.  Плотность населения —  26,5 чел./км².  На территории тауншипа расположено 872 постройки со средней плотностью 10,3 построек на один квадратный километр. Расовый состав населения: 94,64 % белых, 1,83 % афроамериканцев, 0,13 % коренных американцев, 1,70 % азиатов, 0,67 % — других рас США и 1,03 % приходится на две или более других рас. Испанцы или латиноамериканцы любой расы составляли 1,70 % от популяции тауншипа.
Из 816 домохозяйств в 40,2 % воспитывались дети до 18 лет, в 62,5 % проживали супружеские пары, в 8,9 % проживали незамужние женщины и в 24,4 % домохозяйств проживали несемейные люди. 17,8 % домохозяйств состояли из одного человека, притом 3,3 % — из одиноких пожилых людей старше 65 лет. Средний размер домохозяйства — 2,74, а семьи — 3,11 человека.
29,9 % населения — младше 18 лет, 7,0 % — в возрасте от 18 до 24 лет, 31,0 % — от 25 до 44, 24,8 % — от 45 до 64, и 7,2 % — старше 65 лет. Средний возраст — 36 лет. На каждые 100 женщин приходилось 105,8 мужчин. На каждые 100 женщин старше 18 приходилось 106,7 мужчин.
Средний годовой доход домохозяйства составлял 50 950 долларов, а средний годовой доход семьи —  54 508 долларов. Средний доход мужчин —  40 060  долларов, в то время как у женщин — 28 571. Доход на душу населения составил 27 482 доллара. За чертой бедности находились 4,3 % семей и 6,3 % всего населения тауншипа, из которых 6,2 % младше 18 и 13,8 % старше 65 лет.